# 라일리 톰프슨
벤저민 라일리 톰프슨(Benjamin Riley Thompson, 1996년 7월 9일 ~ )은 미국의 야구 선수이자, 현 NC 다이노스 투수이다.

## 미국 프로야구 시절

### 시카고 컵스 시절
2018년 메이저리그 신인드래프트에서 11라운드 338순위에 시카고 컵스에 지명됐다.
2018년 시카고 컵스 산하 로우A의 유진 에메랄즈에서 뛰었다. 2019년에는 싱글A 사우스 벤드 컵스에서 뛰면서 21번 선발로 출전해 94이닝 8승 6패 평균자책점 3.06 87탈삼진을 기록했다.

## 한국 프로야구 시절

### NC 다이노스시절
3월 23일 광주기아챔피언스필드에서 열린 KIA 타이거즈와의 경기에서 데뷔했다. 5 1/3이닝 4피안타(1홈런) 3사사구 5탈삼진 3실점(2자책)으로 승리투수가 됐다.